# 新生病院
新生病院（しんせいびょういん）は、岐阜県揖斐郡池田町にある医療機関。医療法人社団橘会が運営する民間病院である。1946年（昭和21年）に開設された温知新生診療所を前身とする。ケアミックス病院でもある。

## 概要
- 大垣市民病院、岐阜大学医学部附属病院等と密接に連携した病院で、夕方19時まで通常診療が可能である。また、在宅医療を行っており緊急時はすぐに入院でき、地域のかかりつけ医となっている。

- 岐阜県揖斐郡池田町内、唯一の救急告示病院（二次救急医療機関）である。

- 2002年12月7日から、揖斐郡全域・安八郡神戸町・大垣市が提供地域で、外来および入院のリハビリテーションと訪問リハビリテーションを無料で受け持っている[1]。

## 沿革
出典 : 
- 1946年（昭和21年）10月：温知新生診療所を開設。初代院長に今村勲が就任。
- 1968年（昭和43年）11月：本館診療棟（RC2階建 719㎡）を新築 許可入院患者数96名となる。
- 1973年（昭和48年）10月：名称を「新生病院」に改称。
- 1974年（昭和49年）3月：寄宿舎棟（RC2階建 547㎡）を新築。
- 1979年（昭和54年）8月：医療法人設立により名称を「医療法人　社団橘会 新生病院」に改称。
- 1986年（昭和61年）4月：2代目院長に今村健が就任。
- 1990年（平成2年）2月：事務管理棟（PC2階建 367㎡）を新築。
- 1994年（平成6年）11月：新看護基準の認可を受けた病棟看護を開始。
- 1997年（平成9年）4月：行政より「西美濃さくら苑（老健）」の運営受託。
- 2004年（平成16年）4月：特定医療法人として承認される。
- 2006年（平成18年）9月：指定管理者制度にて「西美濃さくら苑」の運営受託。
- 2017年（平成29年）4月：大垣市民病院の医療連携システム（OM-NET）と開通。
- 2018年（平成30年）
  - 3月：介護・医療療養病棟を医療療養病棟に一本化。
  - 4月：岐阜大学医学部附属病院と医療機能連携協定（アライアンスパートナーズ）を締結。
  - 6月：3代目院長に今村明が就任。
- 2019年（平成31年）1月：地域包括ケア病棟を開設。
- 2021年（令和3年）3月：発熱外来の新築移転。診察開始。
- 2022年（令和4年）12月：新病院建築を公式サイトで初告知。
- 2023年（令和5年）9月：病院のロゴ決定[4]。
- 2024年（令和6年）
  - 2月：新病院完成。竣工式を行う。
  - 3月：旧病院からの移転業務完了。新病院で外来業務を開始。

## 診察科
- 内科
- 循環器科
- 消化器科
- 外科
- 整形外科
- 小児科
- 皮膚科
- リハビリテーション科 など

## 施設

### 病棟
旧病院：敷地面積 6064㎡：総建物面積3716㎡
新病院：未公開

### 近隣の薬局
- ピノキオ薬局池田店
- ヤナセ薬局

## 交通アクセス
- 養老鉄道「北池野駅」より東へ徒歩で約1分
- 池田町巡回バス- 廃止

## その他
- 母を亡くした時、僕は遺骨を食べたいと思ったのロケ地になった[5]。

関係施設
- 介護老人保健施設 「西美濃さくら苑」- 指定管理者制度による運営
- 社会福祉法人 新生会 - 当病院の初代院長の今村 勲が設立した社会福祉法人。
  - サンビレッジ新生苑
  - サンビレッジ国際医療福祉専門学校